# Bors Irma
Bors Irma Virginia SZLT, születési nevén: Bors Irma Mária Eugénia (Paks, 1904. augusztus 6. – Budapest, 1993. március 9.) magyar vincés nővér, apáca, zenetanár, szerzetesnő.
Kodály Zoltán zeneoktatási módszerének egyik első terjesztője, a második magyarországi, az első budapesti ének-zenei tagozatos általános iskola de facto alapítója.

## Életpályája
Anyai nagyapja állomásfőnök volt különböző MÁV-állomásokon, családja jó barátságban volt a szintén zenekedvelő vasutas Kodály-ősökkel. Édesapja Bors József tanító volt, édesanyja Gróf Irén. 
1924. november 1-jén, Budapesten belépett a vincés nővérek rendjébe, fogadalmat 1929. november 1-jén tett. 
1925–1930 között tanítói oklevelet szerzett az Angolkisasszonyoknál. A szegedi Állami Polgári Iskolai Tanárképző Főiskolán 1935-ben mennyiségtan-természettan-vegytan szakos, 1938-ban ének-zene tanári oklevelet szerzett. Utóbbi végzettségéhez csak a zongoratanulmányokat folytatta a főiskolán, a többi tárgyat magánúton Kodály Zoltánnál sajátította el Budapesten, csupán a vizsgáit tette le Szegeden.
Pályáját 1938-ban a Szentlélek téri Szent Vincéről Nevezett Irgalmas Nővérek Szent Lujza Óvónőképző Intézetében kezdte. 1940-től a Próféta (ma Hegedű) utcai zárdához tartozó Szent Teréz Intézet (elemi és polgári iskola) tanáraként folytatta. Az előírt heti egy ének-zene órát még eggyel bővítette, és Kodály módszerével az iskola kórusával a korabeli zenei sajtóban is nagy elismerést szerzett már 1942-ben.
A zárda pincéje Budapest ostroma idején több száz embernek nyújtott menedéket, köztük 300 erdélyi és 40 francia gyermeknek. A Kodály-házaspár is ide menekült 1944. december 15-én a nyilasok által üldözött Emma asszony megmentésért. A zsúfoltság miatt 1945. január 23-án az Operaház pincéjébe mentek át, de élelmiszerkészletüket Bors Irmára bízták. Ottlétük idején Virginia nővér Kodály javaslatára a bújtatott gyermekekből kórust szervezett.
1945-ben Bors Irmát az ország összes egyházi iskolájának ének-zene szakfelügyelőjévé nevezték ki. 1948-ban államosították a Szent Teréz Intézetet, 1950-től a Marczibányi téri Általános Fiúiskolában tanított. 1954-től a Baár-Madas Református Leánynevelő Intézet épületéből kialakított állami Lorántffy Zsuzsanna utcai Általános Iskola keretein belül a zenei tagozat létrehozója. 1958-ban vallásos kötődése miatt eltávolították innen és normál általános iskolába helyezték át, fizetése is jelentősen csökkent. Kodály Kádár Jánosnál interveniált, és Aczél György közbenjárására a Dózsa György úti általános iskolában tanított tovább, itt is megszervezte az ének-zene tagozatot 1959-ben.
1970-től a gyöngyösi zeneiskolában tanított, és a környék zeneoktatói munkaközösségének vezetője volt. 1976-ban ment nyugdíjba.